# ويليام بينغهام
ويليام بينغهام (بالإنجليزية: William Bingham) هو سياسي أمريكي، ولد في 8 أبريل 1752 في فيلادلفيا في الولايات المتحدة، وتوفي في 6 فبراير 1804 في باث في المملكة المتحدة. حزبياً، نشط في الحزب الفيدرالي الأمريكي.

## مناصب
- انتخب عضو مجلس نواب بنسيلفانيا.
- انتخب Speaker of the Pennsylvania House of Representatives [الإنجليزية]‏ (6 ديسمبر 1791 – 10 أبريل 1792).
- انتخب الرئيس المؤقت لمجلس الشيوخ الأمريكي (16 فبراير 1797 – 6 يوليو 1797).
- انتخب عضو مجلس ولاية بنسيلفانيا.
- انتخب عضو مجلس الشيوخ الأمريكي (4 مارس 1795 – 4 مارس 1801).

## معرض صور

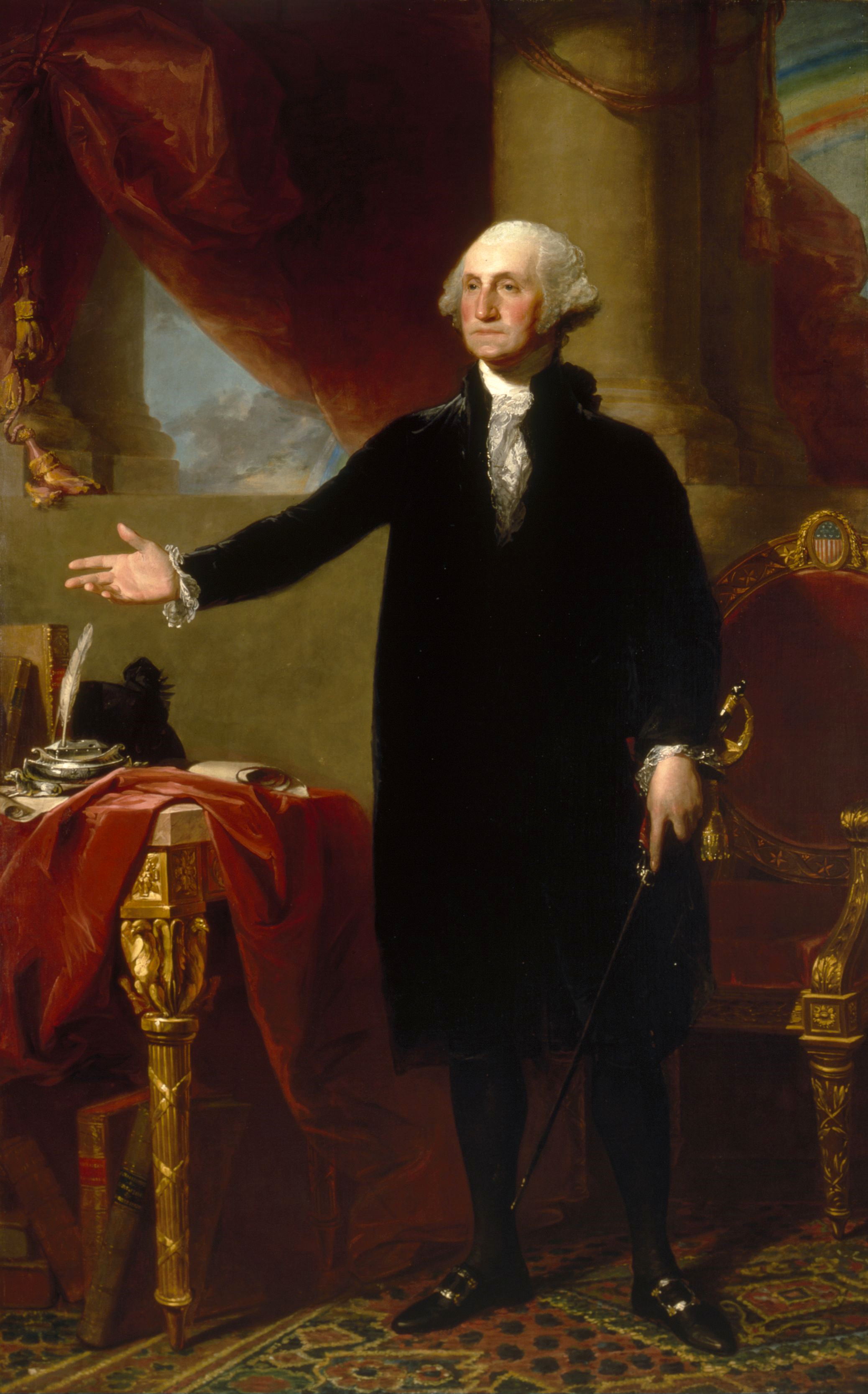
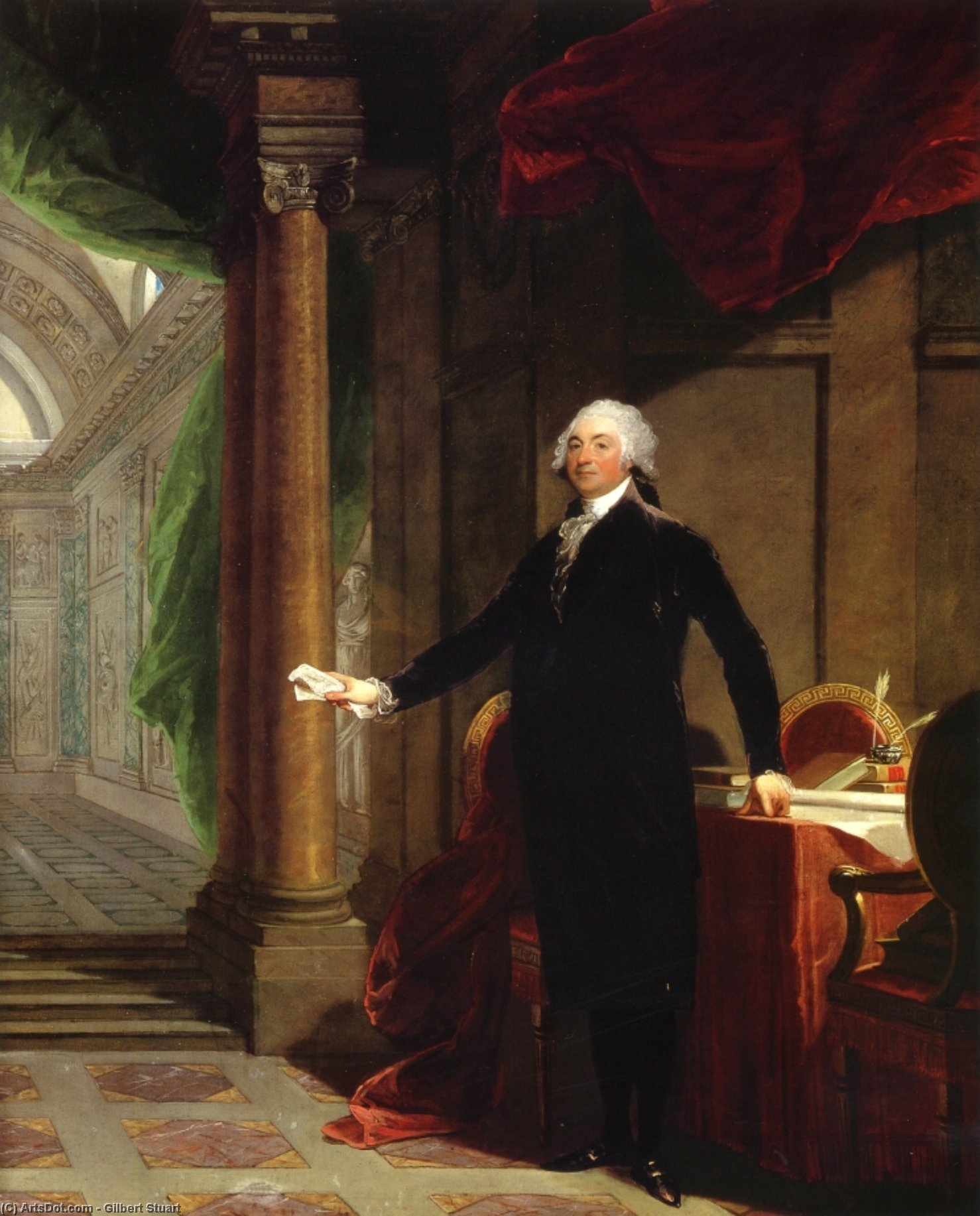
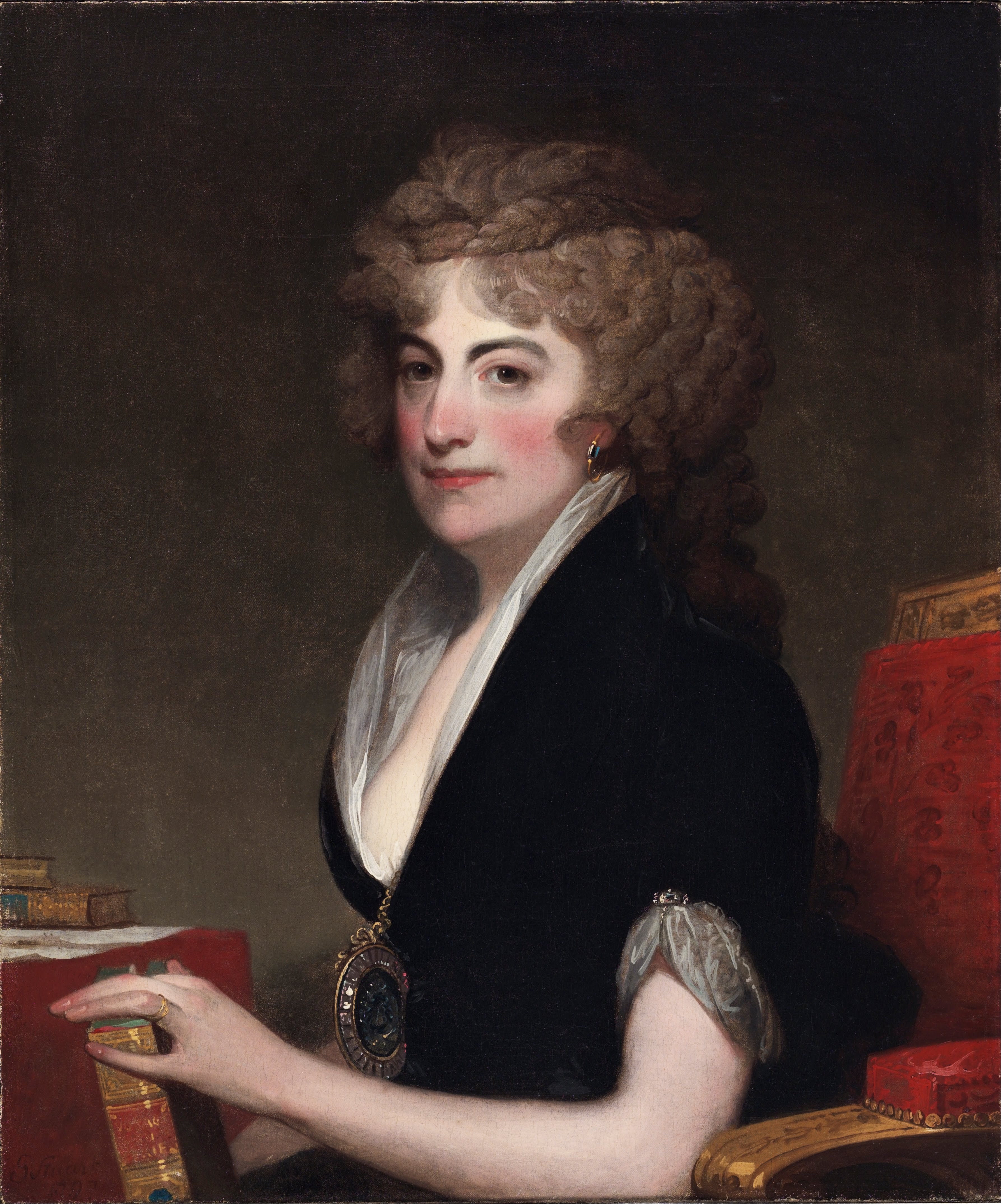